# まとめ×さいと!
『まとめ×さいと!』は、百瀬武昭による日本の漫画作品。『月刊ドラゴンエイジ』（富士見書房）にて連載された。

## 登場人物
霧矢 的芽（きりや まとめ）

直戸 最人（あたると さいと）

## 単行本
1. 2013年7月発売 ISBN 978-4-04-712883-5
2. 2014年2月8日発売 ISBN 978-4-04-070026-7